# Heidelberger Landstraße 18
Das Wohnhaus Heidelberger Landstraße 18 in Darmstadt-Eberstadt wurde 1915 erbaut und steht unter Denkmalschutz.
Das Landhaus gehört stilistisch zum Heimatstil; es ist besonders aufwendig dekoriert und gut erhalten. Zu dem Anwesen gehören auch ein Gartenhaus und die Einfriedung aus der Bauzeit.
Das Gebäude steht auf einem Sockel aus behauenem Sandstein. Die helle Putzfassade geht im Obergeschoss in ein reiches Fachwerk über und endet im holzverschindelten Giebel. Das Landhaus besitzt ein biberschwanzgedecktes Mansarddach sowie verzierte hölzerne Fenstergewände und Bleiverglasungen auf der Nord- und der Westseite.
Das Landhaus ist aus architektonischen, baukünstlerischen und stadtgeschichtlichen Gründen ein Kulturdenkmal.